# Pujehun (Distrikt)
Pujehun ist ein Distrikt Sierra Leones mit etwa 430.000 Einwohnern (Stand 2021). Er gehört zur Provinz Southern und liegt im äußersten Süden des Landes, an der Atlantikküste und der Grenze zu Liberia. Seine Hauptstadt ist Pujehun, weitere Städte sind Bomi, Foindu, Gandorhun und Potoru. Der Distrikt ist in 14 Chiefdoms (Häuptlingstümer) eingeteilt.
Pujehun umfasst eine Fläche von 4105 Quadratkilometer. Auf dem Gebiet des Distrikts liegen der Mape-, Mabesi- und Masatoi-See.
Die Bewohner des Pujehun-Distrikts gehören den Ethnien der Mende, Vai, Temne und Bullom-Sherbro an und sind mehrheitlich Muslime. Die Wirtschaft besteht in Diamantenabbau, Fischerei, Kaffee- und Kakaoplantagen.
Der Distrikt verfügte 2006 über 48 Gesundheitseinrichtungen, darunter ein staatliches Krankenhaus. 2005 waren 2,2 % der Bewohner HIV-positiv. 2004/2005 gab es 200 Primar- und 7 Sekundarschulen. Die Alphabetisierungsrate lag 2004 bei 26 % (36 % der Männer und 17 % der Frauen) und damit unter dem Landesdurchschnitt. 39 % der Kinder besuchten eine Schule.